# Stilpnopappus pohlii
Stilpnopappus pohlii là một loài thực vật có hoa trong họ Cúc. Loài này được Baker mô tả khoa học đầu tiên năm 1873.